# (16418) Lortzing
(16418) Lortzing est un astéroïde de la ceinture principale.

## Description
(16418) Lortzing est un astéroïde de la ceinture principale. Il fut découvert le 29 septembre 1987 à Tautenburg par Freimut Börngen. Il présente une orbite caractérisée par un demi-grand axe de 2,28 UA, une excentricité de 0,06 et une inclinaison de 8,1° par rapport à l'écliptique.

## Compléments